# Ramon Tomàs i Riba
Ramon Tomàs i Riba (Igualada, 24 de setembre de 1957) és un empresari i polític català, alcalde d'Igualdada i diputat al Parlament de Catalunya en la IV legislatura 

## Biografia
Llicenciat en ciències empresarials a l'Escola Superior d'Administració i Direcció d'Empreses (ESADE), ha treballat com a administrador i cap comercial en diverses empreses privades. El 1981-1982 fou president de la Jove Cambra d'Igualada. Fou nomenat tinent d'alcalde de Serveis Socials i Relacions Públiques de l'ajuntament d'Igualada per Convergència i Unió de 1984 a 1987, en el període en què Manuel Miserachs i Codina era alcalde de la ciutat.
Ramon Tomàs fou alcalde d'Igualada de juny de 1991 a gener de 1992, moment en què fou destituït arran d'una moció de censura encapçalada per Jordi Aymamí i Roca, del PSC. Fou elegit diputat a les eleccions al Parlament de Catalunya de 1992. Ha estat vicepresident de la Comissió de Control Parlamentari de
l'Actuació de la Corporació Catalana de Ràdio i Televisió i de les Empreses Filials.